# UEFA 유로 2012 결승전
UEFA 유로 2012 결승전은 2012년 7월 1일에 우크라이나 키이우의 올림피스키 경기장에서 개최된 UEFA 유로 2012의 결승전이다. 스페인과 이탈리아가 결승에 올랐다. 스페인은 2 대회 연속, 이탈리아는 2000년 이후 3 대회 만에 결승 진출이 되었다. 조별 리그 첫 경기에서 경기를 했으며, 이 때는 1:1 무승부로 끝났다. 또한 이번 대회 우승팀에게는 2013년 FIFA 컨페더레이션스컵 출전권이 주어질 예정이었지만, 이미 스페인은 2010 FIFA 월드컵 우승국으로 2013년 FIFA 컨페더레이션스컵에 출전이 결정되어 있기 때문에, 이탈리아는 결승전의 결과에 관계없이 진출하기로 결정되었다. 스페인이 이탈리아를 4 대 0으로 꺾고 UEFA 유러피언 챔피언십 사상 최초 연패를 달성했다.

## 경기 결과
| 스페인                                      | 4 : 0  | 이탈리아 |
| ------------------------------------------- | ------ | -------- |
| 실바 14′ · 알바 41′ · 토레스 84′ · 마타 88′ | 리포트 |          |

| 스페인 | 이탈리아 |

| GK               | 1  | 이케르 카시야스 (주장) |     |     |
| RB               | 17 | 알바로 아르벨로아      |     |     |
| CB               | 3  | 제라르드 피케          | 25′ |     |
| CB               | 15 | 세르히오 라모스        |     |     |
| LB               | 18 | 조르디 알바            |     |     |
| CM               | 8  | 사비 에르난데스        |     |     |
| CM               | 16 | 세르히오 부스케츠      |     |     |
| CM               | 14 | 사비 알론소            |     |     |
| AM               | 10 | 세스크 파브레가스      |     | 75′ |
| RF               | 21 | 다비드 실바            |     | 59′ |
| LF               | 6  | 안드레스 이니에스타    |     | 87′ |
| 교체 선수:       |    |                        |     |     |
| FW               | 7  | 페드로 로드리게스      |     | 59′ |
| FW               | 9  | 페르난도 토레스        |     | 75′ |
| MF               | 13 | 후안 마타              |     | 87′ |
| 감독:            |    |                        |     |     |
| 비센테 델 보스케 |    |                        |     |     |

| GK              | 1  | 잔루이지 부폰 (주장)  |     |     |
| RB              | 7  | 이냐치오 아바테       |     |     |
| CB              | 15 | 안드레아 바르찰리     | 45′ |     |
| CB              | 19 | 레오나르도 보누치     |     |     |
| LB              | 3  | 조르조 키엘리니       |     | 21′ |
| DM              | 21 | 안드레아 피를로       |     |     |
| RW              | 8  | 클라우디오 마르키시오 |     |     |
| AM              | 18 | 리카르도 몬톨리보     |     | 57′ |
| LW              | 16 | 다니엘레 데 로시      |     |     |
| CF              | 9  | 마리오 발로텔리       |     |     |
| CF              | 10 | 안토니오 카사노       |     | 46′ |
| 교체 선수:      |    |                       |     |     |
| DF              | 6  | 페데리코 발자레티     |     | 21′ |
| FW              | 11 | 안토니오 디 나탈레    |     | 46′ |
| MF              | 5  | 티아구 모타           |     | 57′ |
| 감독:           |    |                       |     |     |
| 체사레 프란델리 |    |                       |     |     |

| 경기 MVP: 안드레스 이니에스타 (스페인) 부심: 베르티노 미란다 (포르투갈) 히카르두 산투스 (포르투갈) 대기심: 쥐네이트 차크르 (터키) 추가 부심: 조르지 소우자 (포르투갈) 두아르테 고메스 (포르투갈) |